# Malajhökgök
Malajhökgök (Hierococcyx fugax) är en fågel i familjen gökar inom ordningen gökfåglar. Fågeln förekommer i Sydostasien. Den minskar i antal, men beståndet anses vara livskraftigt.

## Utseende och läte
Malajhökgöken är en stor hökliknande gök. Adulta fågeln har grå ovansida, streckad vit undersida och en lång stjärt med breda mörka band. Ungfågeln har en liknande dräkt, men är generellt mörkare brun.
Större hökgök är mycket lik, men är i genomsnitt större med mer utdragen kropp, bredare stjärtband och ordentligt rostfärgad på halsen. Ungfågeln saknar den rostfärgade tonen, men är kraftigare pilspetstecknad undertill, olikt de rundare och mer sparsamma fläckarna hos den unga malajhökgöken. Ung visselhökgök är även den mycket lik, men är också mer streckad under.
Arten avger två olika sångtyper, dels ett ljust "kiwit!", dels en mycket snabb serie med pipande toner.

## Utbredning och systematik
Fågeln förekommer i södra Thailand, på Malackahalvön och Stora Sundaöarna. Tidigare betraktades filippinhökgök, nordlig hökgök och visselhökgök alla tillhöra H. fugax, men de urskiljs nu som egna arter. Den behandlas som monotypisk, det vill säga att den inte delas in i några underarter.

### Släktestillhörighet
Malajhökgök har liksom andra i släktet Hierococcyx tidigare placerats i Cuculus.

## Status och hot
Arten har ett stort utbredningsområde men tros minska i antal, dock inte tillräckligt kraftigt för att den ska betraktas som hotad. Internationella naturvårdsunionen IUCN listar därför arten som livskraftig (LC).